# Сентиментално васпитање (хрестоматија)
Сентиментално васпитање : књиге које су нас мењале : хрестоматија је хрестоматија српског књижевника, сликара, новинара Моме Капора. Књига је објављена 1983. године у издању Народне књиге из Београда.

## О књизи
Момо Капор бира дела писаца светске књижевности која су на неки начин утицала на њега као писца, али и као читаоца. Он практично организује неку врсту радионице коментарима одабраних писаца и њихових дела. 
Писац је трагао за текстовима које је желео да уврсти у своју хрестоматију. Трагајући открио је расуте и конзервиране делове једног времена које више не постоји. Ту су живели протагонисти из младости писца.
Писац постаје уплашен јер има дилему око коришћења првог лица једнине или првог лица множине. Ипак се одлучује за ја као прво лице једнине да не би дошао у неке расправе са многим својим вршњацима који се не слажу с његовим изнетим ставовима. 
Капор има ту особину да мења своје читаоце. Хрестоматија је практично једна врста историје читања педесетих и шездесетих година. Неке књиге су биле забрањене, неке су биле обавезне (Како се калио челик Островског, Макар Чудра Максима Горког, Манифест комунистичке партије Маркса и Енгелса). Хрестоматија је настала због страних писаца који су ушли у српску књижевност педесетих година 20. века.
Рат је такође заступљен у хрестоматији. То су Хемингвеј, Дос Пасос, Малапарте.

## О писцу
Момо Капор  је рођен 8. априла 1937. године у Сарајеву, а умро је у Београду, 3. марта 2010. године. Био је књижевник, сликар и новинар, члан Сената Републике Српске и Академије наука и умјетности Републике Српске.